# Hôpital adventiste de Penang
L'hôpital adventiste de Penang (en anglais, Penang Adventist Hospital ou en chinois, 檳 安 醫 院) est un centre hospitalier adventiste à but non lucratif à Penang en Malaisie. C'est l'institution médicale adventiste la plus ancienne de Malaisie. Elle est renommée pour sa promotion du végétarisme, ses œuvres de charité en faveur des patients pauvres et ses services de chirurgie spécialisés,. C'est une destination de choix pour les touristes à la recherche de soins médicaux de qualité peu onéreux.

## Histoire
En 1924, Dr Earl Gardner fonda la « Clinique adventiste » à Muntri Street à Penang en Malaisie. Sa devise, inscrite sur la porte de la clinique, fut : « les pauvres soignés gratuitement ». Elle est demeurée la priorité de l'hôpital, à savoir offrir un accès égal aux soins pour les patients de toutes les conditions sociales sans modifier la qualité des services cliniques. « Les patients pauvres reçoivent la même qualité élevée de soins et de technologie médicale à un coût réduit ou gratuit.»
En 1929, un sanitarium fut construit sur le site actuel à Burmah Road. Au fil des ans, il connut une série d'expansions, n'étant que brièvement fermé (pendant six mois) durant l'occupation japonaise de la Malaisie lors de la Seconde Guerre mondiale. Vers la fin des années 1960, il fut renommé sous son nom actuel,. En 1993, une école d'infirmerie (le Collège adventiste d'infirmiers) s'ajouta à l'hôpital. Son programme est reconnu pour son excellence par le conseil malaisien de l'infirmerie (Lembaga Jururawat Malaysia). Depuis sa création, son taux de réussite a été de 100 %, à l'exception d'une année. Les candidats peuvent obtenir une sponsorisation de l'hôpital ou d'autres organisations. En juin 2008, l'hôpital fut le premier en Malaisie à être accrédité par le Joint Commission International,.
En 2000, l'hôpital adventiste de Penang devint le premier « hôpital Don de la vie » en Asie de Rotary International, un projet international pour aider les malades.

## Services
L'hôpital adventiste de Penang comprend plusieurs centres et services cliniques,, :
| - Centre de chirurgie reconstructive et plastique - Centre de soins dentaires - Centre de santé du foie et de l'appareil digestif - Centre cardiovasculaire - Centre du traitement du cancer - Centre d'orthopédie et de la colonne vertébrale - Centre des soins rénaux - Centre de la vision (au laser), - Centre du bien-être | - Services cliniques : - Hydrothérapie - Thérapie d'oxygène hyperbare - Unité de soins intensifs - Réhabilitation - Services auxiliaires : Centre de diagnostic par l'image, laboratoire, pharmacie |

L'hôpital adventiste de Penang sert plus de 50 000 patients annuellement de plus de vingt pays. De nombreux touristes s'y font soigner pour obtenir une qualité de soins à de bons prix. Cet apport financier permet à l'hôpital de poursuivre son action d'excellents soins médicaux, gratuits ou bon marché, auprès des malades pauvres,. Un projet d’agrandissement est actuellement en cours pour porter sa capacité d'accueil à 430 lits,.